# Ladislao III di Polonia
Ladislao III Jagellone (in polacco Władysław III Jagiellończyk; Cracovia, 31 ottobre 1424 – Varna, 10 novembre 1444) fu re di Polonia dal 1434 al 1444, re d'Ungheria dal 1440 al 1444 con il nome di Vladislao I.

## Biografia
Era figlio di Jogaila (Ladislao II) e della sua quarta moglie Sofia Alšėniškė.
Ladislao III fu conosciuto per la sua importante campagna contro i Turchi Ottomani nei Balcani.
Successe al padre, ma il potere effettivo rimase nelle mani del suo capo consigliere, il magnate Zbigniew Oleśnicki, vescovo di Cracovia. Intanto, alla morte di Alberto II d'Asburgo, avvenuta il 27 ottobre 1439, la trentenne vedova Elisabetta di Lussemburgo era incinta di cinque mesi. Numerosi esponenti di spicco della nobiltà magiara, in particolare János Hunyadi di Hunedoara, ritenevano che la minaccia ottomana richiedesse una reggenza forte, per cui vollero che Elisabetta sposasse il quindicenne Ladislao III di Polonia. Elisabetta, contraria a tale proposta, riuscì a posporre il proposto matrimonio.
Il 22 febbraio 1440 la vedova Elisabetta si trasferì, con il figlio lattante, che verrà chiamato successivamente Ladislao il Postumo, a Komorn. Nonostante la nascita di un erede di Alberto II, il partito contrario scelse Ladislao III come re dell'Ungheria proclamandolo tale l'8 marzo 1440 a Cracovia. Elisabetta a sua volta si diresse con il figlio a Stuhlweißenburg, facendolo incoronare a sua volta. Nacque così una violenta controversia fra i due contendenti, che si sviluppò anche sul piano militare, sfociando in una guerra civile.

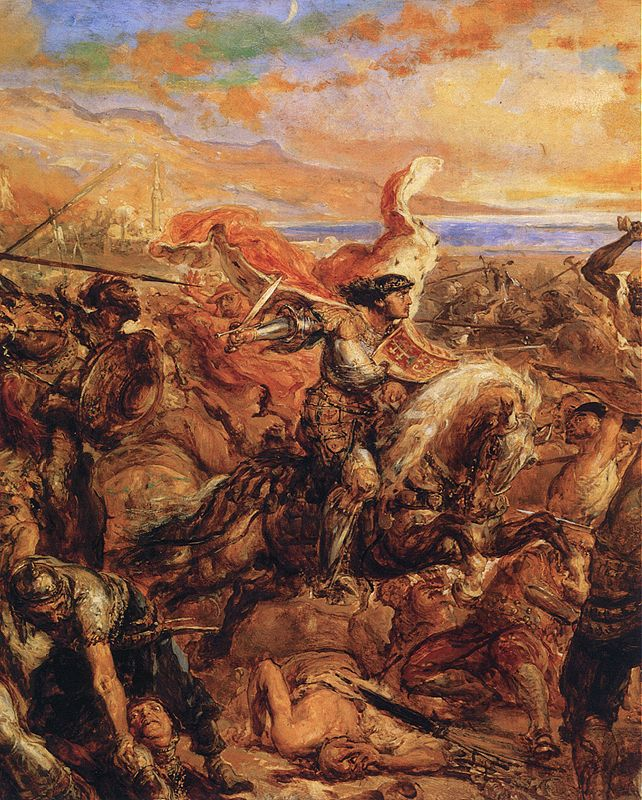
Ladislao III di Polonia in un particolare de la Battaglia di Varna di Jan Matejko

Nel giugno 1442 intervenne nella controversia papa Eugenio IV, che inviò il suo legato, cardinale Cesarini, a cercare un accordo fra i contendenti, ponendo fine allo spargimento di sangue e consentendo la formazione di un fronte contro le invasioni ottomane. Nel novembre del 1442 vi fu un incontro a Győr fra Ladislao III ed Elisabetta, con il quale fu raggiunto un accordo. Il 19 dicembre, dopo soli tre giorni dalla partenza degli Jagelloni, Elisabetta morì improvvisamente e su Ladislao III rimase il sospetto che fosse stato lui a farla avvelenare.
Iniziò quindi la guerra contro i turchi, ma dopo le vittorie del 1439 e del 1442, Ladislao fu sconfitto nella battaglia di Varna nel 1444 e morì in combattimento.

## Antenati
|                                |                  |                                      | Genitori           |  |  | Nonni |  |  | Bisnonni  |  |  | Trisnonni |  |
|                                |                  |                                      |                    |  |  |       |  |  | Gediminas |  |  | Butvydas  |  |
|                                |                  |                                      |                    |  |  |       |  |  | Gediminas |  |  | Butvydas  |  |
|                                |                  | …                                    |                    |  |  |       |  |  | Gediminas |  |  |           |  |
| Algirdas                       |                  |                                      |                    |  |  |       |  |  | Gediminas |  |  |           |  |
|                                |                  | Jewna di Polack                      | Ivan di Polack     |  |  |       |  |  |           |  |  |           |  |
|                                |                  | Jewna di Polack                      | Ivan di Polack     |  |  |       |  |  |           |  |  |           |  |
|                                |                  | Jewna di Polack                      | …                  |  |  |       |  |  |           |  |  |           |  |
| Ladislao II di Polonia         |                  | Jewna di Polack                      |                    |  |  |       |  |  |           |  |  |           |  |
|                                |                  | Alessandro I di Tver'                | Michail Jaroslavič |  |  |       |  |  |           |  |  |           |  |
|                                |                  | Alessandro I di Tver'                | Michail Jaroslavič |  |  |       |  |  |           |  |  |           |  |
|                                |                  | Alessandro I di Tver'                | Anna di Kašin      |  |  |       |  |  |           |  |  |           |  |
| Uliana di Tver'                |                  | Alessandro I di Tver'                |                    |  |  |       |  |  |           |  |  |           |  |
|                                |                  | Anastasia di Galizia                 | Jurij I di Galizia |  |  |       |  |  |           |  |  |           |  |
|                                |                  | Anastasia di Galizia                 | Jurij I di Galizia |  |  |       |  |  |           |  |  |           |  |
|                                |                  | Anastasia di Galizia                 | Eufemia di Cuiavia |  |  |       |  |  |           |  |  |           |  |
| Ladislao III di Polonia        |                  | Anastasia di Galizia                 |                    |  |  |       |  |  |           |  |  |           |  |
|                                | Jonas Alšėniškis | Algimantas                           |                    |  |  |       |  |  |           |  |  |           |  |
|                                | Jonas Alšėniškis | Algimantas                           |                    |  |  |       |  |  |           |  |  |           |  |
|                                | Jonas Alšėniškis | …                                    |                    |  |  |       |  |  |           |  |  |           |  |
| Andrej Alšėniškis              | Jonas Alšėniškis |                                      |                    |  |  |       |  |  |           |  |  |           |  |
|                                |                  | Agrippina (Svjatoslavna) di Smolensk | …                  |  |  |       |  |  |           |  |  |           |  |
|                                |                  | Agrippina (Svjatoslavna) di Smolensk | …                  |  |  |       |  |  |           |  |  |           |  |
|                                |                  | Agrippina (Svjatoslavna) di Smolensk | …                  |  |  |       |  |  |           |  |  |           |  |
| Sofia Alšėniškė                |                  | Agrippina (Svjatoslavna) di Smolensk |                    |  |  |       |  |  |           |  |  |           |  |
|                                |                  | Demetrio I Staršyj                   | …                  |  |  |       |  |  |           |  |  |           |  |
|                                |                  | Demetrio I Staršyj                   | …                  |  |  |       |  |  |           |  |  |           |  |
|                                |                  | Demetrio I Staršyj                   | …                  |  |  |       |  |  |           |  |  |           |  |
| Aleksandra Dmitrievna Dru'kaja |                  | Demetrio I Staršyj                   |                    |  |  |       |  |  |           |  |  |           |  |
|                                |                  | Anna Ivanovna Druckaja               | …                  |  |  |       |  |  |           |  |  |           |  |
|                                |                  | Anna Ivanovna Druckaja               | …                  |  |  |       |  |  |           |  |  |           |  |
|                                |                  | Anna Ivanovna Druckaja               | …                  |  |  |       |  |  |           |  |  |           |  |
|                                |                  | Anna Ivanovna Druckaja               |                    |  |  |       |  |  |           |  |  |           |  |